# Franciszek Remón Játiva
Franciszek Remón Játiva OFMConv., (hiszp.) Francisco Remón Játiva (ur. 22 września 1890 w Caudé na terenie diecezji Teruel, zm. 31 lipca 1936 w Granollers) – hiszpański błogosławiony Kościoła katolickiego, męczennik, brat zakonny z Zakonu Braci Mniejszych Konwentualnych, ofiara prześladowań antykatolickich okresu hiszpańskiej wojny domowej.

## Życiorys
Za powołaniem 22 lutego 1906 r. wstąpił do zakonu franciszkańskiego w Granollers. Dla odbycia nowicjatu skierowany został do Asyżu, gdzie udał się w towarzystwie ojca Alfonsa Lópeza. W latach 1909–1911 przebywał w klasztorze w Costacciaro. Po odbyciu rocznego nowicjatu w Asyżu w 1912 r. złożył śluby czasowe, a śluby wieczyste w 1916 r. jako brat świecki i podjął się pełnienia służby jako zakrystian w bazylice św. Franciszka w Asyżu. Z artyzmem kultywował tradycję budowy szopek bożonarodzeniowych. W 1935 r. powrócił do klasztoru w Granollers, gdzie został furtianem i zakrystianem i tam z przykładną franciszkańską życzliwością i starannością spełniał nałożone obowiązki. Gdy po wybuchu wojny domowej w Hiszpanii rozpoczęły się prześladowania katolików, 20 lipca 1936 r. bojownicy Iberyjskiej Federacji Anarchistycznej spalili klasztor w Granollers. Ukrywał się do aresztowania, a po krwotoku wywołanym torturami znalazł się w szpitalu wraz z o. Dionizym Wincentym Ramosem. Dowodem jego głębokiej wiary była odmowa apostazji za cenę życia. Franciszka Remóna Játivę rozstrzelano i pochowano w zbiorowej mogile na cmentarzu w La Roca del Valles.
Proces informacyjny odbył się w Barcelonie w latach 1953–1961. Został beatyfikowany w grupie Józefa Aparicio Sanza i 232 towarzyszy, pierwszych wyniesionych na ołtarze Kościoła katolickiego w trzecim tysiącleciu, przez papieża Jana Pawła II w Watykanie 11 marca 2001 roku.
Wspomnienie liturgiczne obchodzone jest przez katolików w dies natalis (31 lipca), a także w grupie męczenników 22 września.